# Дітмар Шварц
Дітмар Шварц (нім. Dietmar Schwarz); 29 січня 1960, Варін) — німецький боксер, призер чемпіонату Європи серед аматорів.

## Аматорська кар'єра
На Олімпійських ігор 1980 переміг Тедді Макофі (Замбія), а в другому бою програв Хосе Анхель Моліна (Пуерто-Рико) — RSC.
На чемпіонаті Європи 1981 завоював бронзову медаль.
- В 1/8 фіналу переміг Конрада Кеніга (Австрія) — KO 1
- У чвертьфіналі переміг Казімежа Щерба (Польща) — 4-1
- В півфіналі програв Мірко Пузовичу (Югославія) — 2-3